# Alice au pays des merveilles (film, 1972)
Pour les articles homonymes, voir Alice au pays des merveilles (homonymie).
Pour plus de détails, voir Fiche technique et Distribution.
Alice au pays des merveilles (Alice's Adventures in Wonderland) est un film musical britannique de William Sterling, adapté de l'œuvre homonyme de Lewis Carroll et sorti en 1972.

## Synopsis
Alice est sortie en barque avec ses deux sœurs et ses deux amis. À un moment, alors que tout le monde se repose dans une prairie, elle aperçoit un lapin blanc.

## Fiche technique
- Titre : Alice au pays des merveilles
- Titre original : Alice's Adventures in Wonderland
- Réalisation : William Sterling
- Scénario : William Sterling d'après l’œuvre homonyme de Lewis Carroll
- Musique : John Barry
  - Chansons : Don Black (paroles), John Barry (musique)
- Photographie : Anthony Mendleson
- Montage : Peter Weatherley
- Pays de production :  Royaume-Uni
- Langue : anglais
- Format : couleur
- Son : Mono
- Tournage : du 24 avril 1972 à juin 1972.
- Durée : 101 minutes
- Genre : film musical et fantastique
- Dates de sortie :
  - États-Unis : 20 novembre 1972
  - Royaume-Uni : 22 avril 1973
  - France : 1er novembre 1973

## Distribution
- Fiona Fullerton : Alice
- Michael Jayston : Lewis Carroll / Charles Dodgson
- Hywel Bennett : Robinson Duckworth
- Michael Crawford : le lapin blanc
- Davy Kaye : la souris
- William Ellis : le dodo
- Julian Chagrin : Bill le lézard
- Freddie Earlle : le cochon d'Inde Pat
- Mike Elles : le cochon d'Inde Two
- Ralph Richardson : la chenille
- Fred Cox : Tweedledum
- Frank Cox : Tweedledee
- Peter O'Farrell : le laquais poisson
- Ian Trigger : le laquais grenouille
- Peter Bull : la duchesse
- Patsy Rowlands : la cuisinière
- Roy Kinnear : le chat du Cheshire
- Robert Helpmann : le chapelier
- Peter Sellers : le lièvre de mars
- Dudley Moore : le loir
- Dennis Waterman : le 2 de pique
- Ray Brooks : le 5 de pique
- Richard Warwick : le 7 de pique
- Dennis Price : le roi de cœur
- Flora Robson : la reine de cœur
- Rodney Bewes : le valet de cœur
- Spike Milligan : le griffon
- Michael Hordern : la simili-tortue
- Victoria Shallard : Lorina
- Pippa Vickers : Edith
- Ray Edwards : l'aigle
- Stanley Bates : le singe
- Melita Manger : l'écureuil
- Angela Morgan : Lory
- June Kidd : la pie
- Michael Reardon : la grenouille
- Brian Tripping : le canard

## Bande originale
Musique de John Barry et paroles de Don Black sauf précisions.
- The Duchess Is Waiting, interprétée par Michael Crawford
- Curiouser and Curiourser, interprétée par Fiona Fullerton
- You've to Know When to Stop, interprétée par Davy Kaye
- The Royal Processions (instr.)
- The Last Word Is Mine, interprétée par Michael Crawford et Fiona Fullerton
- Digging for Apples, interprétée par Freddie Earlle
- There Goes Bill, interprétée par Freddie Earlle et Mike Elles
- How Doth the Little Busy Bee, interprétée par Fiona Fullerton
- Dum and Dee Dance (Nursery Rhyme), lyrics de Lewis Carroll et Don Black, interprétée par Fiona Fullerton
- From the Queen an Invitation for the Duchess to Play Croquette, interprétée par Peter O'Farrell and Ian Trigger
- The Duchess' Lullaby, lyrics de Lewis Carroll et Don Black, interprétée par Peter Bull and Patsy Rowlands
- It's More Like a Pig Than a Baby, interprétée par Fiona Fullerton
- I See What I Eat, interprétée par Robert Helpmann, Peter Sellers, Dudley Moore et Fiona Fullerton
- Twinkle, Twinkle Little Bat, interprétée par Robert Helpmann, Peter Sellers
- The Pun Song, interprétée par Robert Helpmann, Peter Sellers, Dudley Moore et Fiona Fullerton
- Off With Their Heads, interprétée par Flora Robson
- The Croquet Game (instr.)
- Off With Their Heads (Reprise), interprétée par Flora Robson
- I've Never Been This Far Before, interprétée par Michael Crawford et Fiona Fullerton
- The Moral Song, lyrics by Lewis Carroll et Don Black, interprétée par Peter Bull
- The Me I Never Knew, interprétée par Fiona Fullerton
- The Lobster Quadrille (The Mock Turtle's Song) (instr.)
- Will You Walk a Little Faster, Said a Whiting to a Snail, lyrics de Lewis Carroll et Don Black, interprétée par Michael Hordern et Spike Milligan
- They Told Me (Evidence Read at the Trail of the Knave of Hearts, lyrics de Lewis Carroll et Don Black, interprétée par Michael Crawford

## Autour du film
- Fiona Fullerton fut sélectionnée parmi plus de 200 jeunes filles pour jouer Alice.
- Retrouvaille entre Fiona Fullerton et Michael Jayston après le film Nicolas et Alexandra.